# Р-БОТ 001
Р-БОТ 001 — робот, що використовується для охорони громадського порядку в Пермі з червня 2007 року. Розроблений у Московському державному технічному університеті імені Баумана. Робот здатний вести спостереження за вулицями міста, виявляти правопорушення й звертатися до громадян із закликами дотримуватись закону.
Розробка робота велася в МДТУ імені Баумана протягом біля двох років і коштувала більше 10 000 доларів. Робот має вертикальну яйцеподібну форму, його висота близько 1,8 м. Маса — 250 кг. Сталевий корпус і обтічна форма захищають робота від викрадення або вандалізму. Тривалість роботи без підзарядки — 8 годин. Пересувається на чотирьох колесах з повним приводом і змінюваним кліренсом зі швидкістю до 5 км/год. Оснащений п'ятьма відеокамерами, запис із яких може використовуватися в суді. Камери захищені броньованим склом. Робот зберігає в пам'яті Цивільний кодекс Російської Федерації й може зачитувати його за допомогою синтезатора мови. Також Р-БОТ 001 облаштований тривожною кнопкою, яку громадяни можуть використовувати для виклику міліції. Робот може працювати як в автоматичному режимі, так і з дистанційним керуванням. За словами розробників, наразі робот має недоліки: неправильна вимова при синтезі мови; нездатність, наприклад, відрізнити бійку від танців, тому про подію повідомляє на пульт для ухвалення рішення.
Перші випробування робота пройшли в День міста, 12 червня 2007 року, на набережній Ками в районі річкового вокзалу. При цьому в результаті влучення води він вийшов з ладу (був ушкоджений динамік). У ході ремонту робот облаштований гідроізоляцією. Випробування продовжилися 22 червня на вулиці Зої Космодемьянської, поблизу будинку УВС Дзержинського району. Керівництво пермської міліції має намір присвоїти роботові звання: у цей час (на червень 2007 року) він стажист, а в майбутньому отримає звання курсанта. Випробування робота викликали декілька публікацій, як у російських, так і в закордонних засобах масової інформації.